# 穂積真津
穂積真津（ほづみ の まなつ）は、穂積氏らの系譜に伝わる古代日本の人物。大和国の有力豪族・穂積氏の氏祖で、カバネは臣。